# 837 Шварцшильда
837 Шварцшильда (837 Schwarzschilda) — астероїд головного поясу, відкритий 23 вересня 1916 року.
Тіссеранів параметр щодо Юпітера — 3,583.

## Дивись також
- Список астероїдів (801-900)